# Nephrotoma basiflava
Nephrotoma basiflava is een tweevleugelige uit de familie langpootmuggen (Tipulidae). De soort komt voor in het Palearctisch gebied.